# Lokosphinx
Lokosphinx (código de equipe UCI: LOK) é uma equipe de ciclismo profissional russo de categoria Continental e Pista UCI. Foi criada em 2012.

## Equipe

### 2016
| Integrantes da equipe 2016               | Integrantes da equipe 2016 | Integrantes da equipe 2016  | Integrantes da equipe 2016 |
| Ciclista                                 | Data de nascimento         | Equipe anterior             |                            |
| ---------------------------------------- | -------------------------- | --------------------------- | -------------------------- |
| Vasily Neustroev                         | 8 janeiro 1990             |                             |                            |
| Artem Samolenkov                         | 5 novembro 1993            |                             |                            |
| Sergey Shilov                            | 6 fevereiro 1988           | Moscow (2009)               |                            |
| Dmitriy Sokolov                          | 19 março 1988              | Katyusha Continental (2010) |                            |
| Dmitry Strakhov                          | 17 maio 1995               |                             |                            |
| Alexander Vdovin                         | 21 agosto 1993             |                             |                            |
| Sergey Vdovin                            | 21 agosto 1993             | Lokosphinx amateur (2013)   |                            |
| Vadim Zhuravlev                          | 15 março 1993              | Lokosphinx amateur (2015)   |                            |
| Sergey Belykh (1 jul.–31 dez.)           | 4 março 1990               | Itera-Katusha (2015)        |                            |
| Pavel Karpenkov (22 jul.–31 dez.)        | 4 março 1992               |                             |                            |
|                                          |                            |                             |                            |
| Fontes: ProCyclingStats Cycling Archives |                            |                             |                            |

Nota: Vasily Neustroev